# Estação Ferroviária de Nine
A estação ferroviária de Nine é uma infra-estrutura da Linha do Minho e do Ramal de Braga, que serve a localidade de Nine, no concelho de Vila Nova de Famalicão, em Portugal.

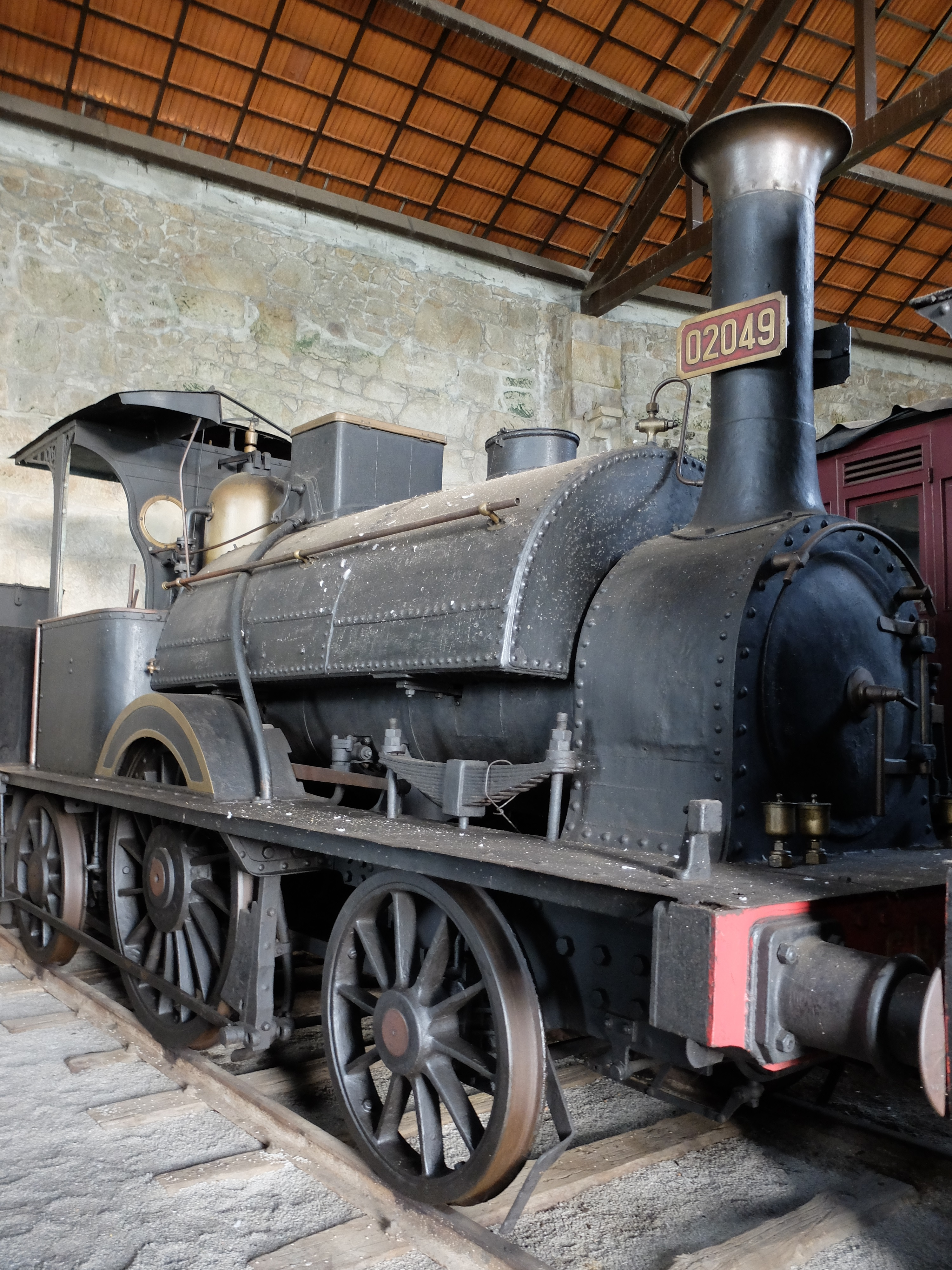
Locomotiva a vapor preservada no anexo museológico da estação de Nine, em 2016.

## Descrição

### Localização e acessos
Situa-se no sudoeste da freguesia de Nine, no lugar da Estação; liga-se à EN304, a sudoeste, via Avenida da Estação, situada mormente no vizinho município de Barcelos; este arruamento tem a sua extremidade proximal no Largo da Estação, onde também desemboca a Rua da Estação, que segue para sudeste, bem como a Rua Padre Francisco Lima Novais (=EM562), que segue para noroeste; no lado oposto da via, a nascente, esta interface tem acesso pela Rua da Veiga e pela Rua Nova da Estação, por onde também se acede ao centro da freguesia (J.F.), distante pouco mais de um quilómetro.

### Infraestrutura

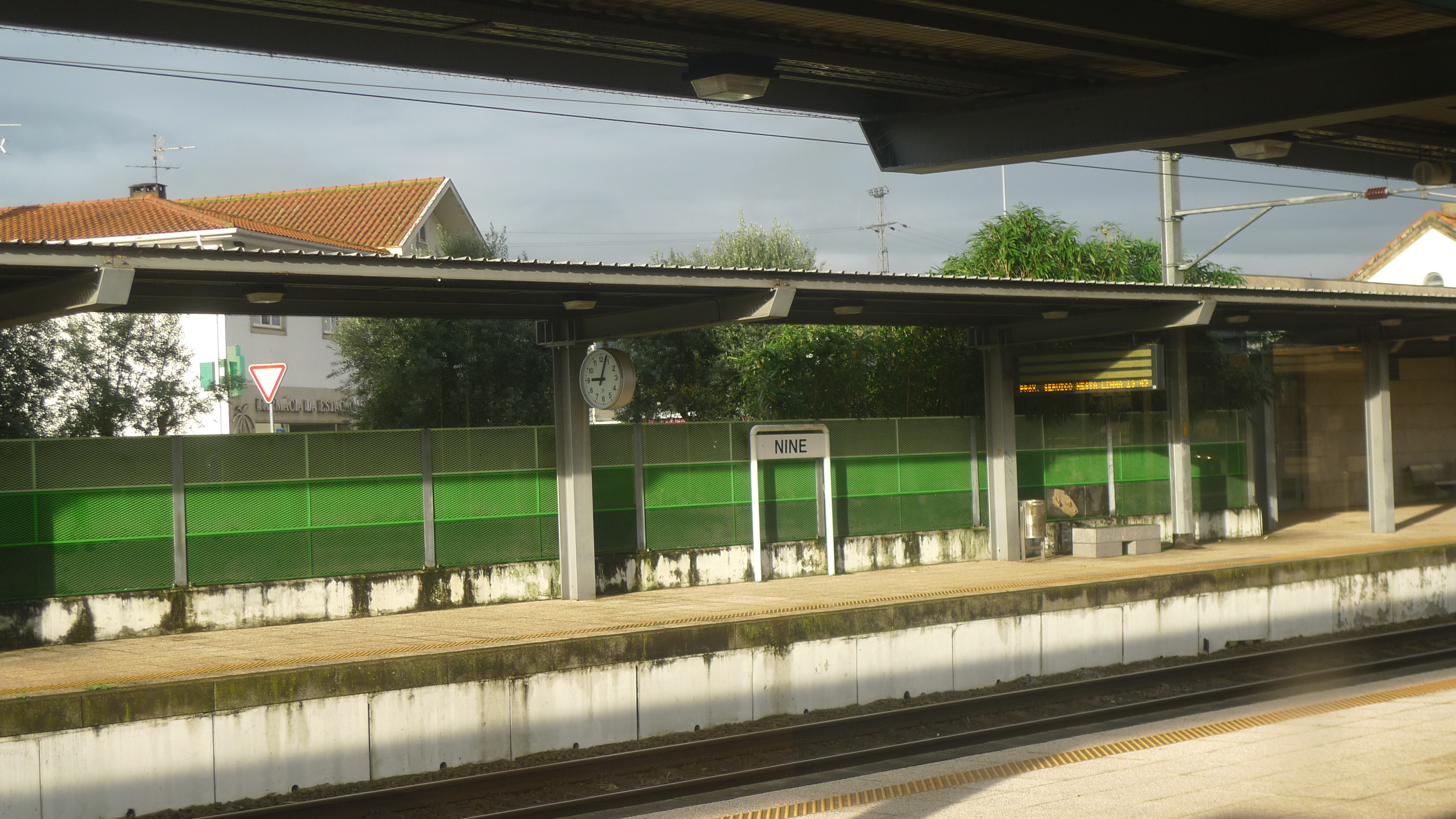
Aspeto das plataformas, em 2016.

Esta interface apresenta sete vias de circulação, eletrificadas em toda a sua extensão, identificadas como I, II, IIA, II+IIA, III, IV, e V, com comprimento variando entre 162 e 595 m; as cinco vias de circulação com designações não incluindo "A" são acessíveis por plataformas  de comprimentos entre 230 e 257 m, todas com alturas de 90 cm; existem ainda duas vias secundárias, identificadas como G1, G2, e G4, com comprimentos entre 60 e 272 m, das quais a última não se encontra eletrificada. Esta configuração apresenta-se algo reduzida em comparação com a de décadas anteriores.
Nesta estação o Ramal de Braga entronca na Linha do Minho no lado direito do seu enfiamento descendente, bifurcando-se a via para nordeste e possibilitando percusos diretos Porto-Braga e Porto-Viana, enquanto que o percurso Viana-Braga (desde a demolição da via de concordância) tem de infletir aqui. Fruto desse entroncamento, esta estação é um ponto de câmbio nas características da via férrea e do seu uso:
| característica | Minho desc. | Minho desc. | Minho asc. | Minho asc. | Ramal | Ramal     |
| -------------- | ----------- | ----------- | ---------- | ---------- | ----- | --------- |
| vias           | Lousado     | via dupla   | Valença    | via única  | Braga | via dupla |
| compr. máx.    | Lousado     | 520 m       | Viana      | 750 m      | Tadim | 520 m     |
| reg. expl.     | Lousado     | RCAP        | Valença    | RCI        | Braga | RCAP      |
| comunicações   | Lousado     | GSM-R + RSC | Valença    | GSM-P      | Braga | rádio     |

Situa-se a norte desta interface, ao PK 41+460 da Linha do Minho, a zona neutra de Nine que isola os troços da rede alimentados respetivamente pelas subestações de tração de Vila Fria e do Ramal de Braga. Imediatamente a sul da estação, a Linha do Minho transpõe o Rio Este em ponte ferroviária de via quíntupla.

### Serviços
Em 2016, esta estação era utilizada por serviços regionais, InterRegionais, internacionais, e urbanos.

## História

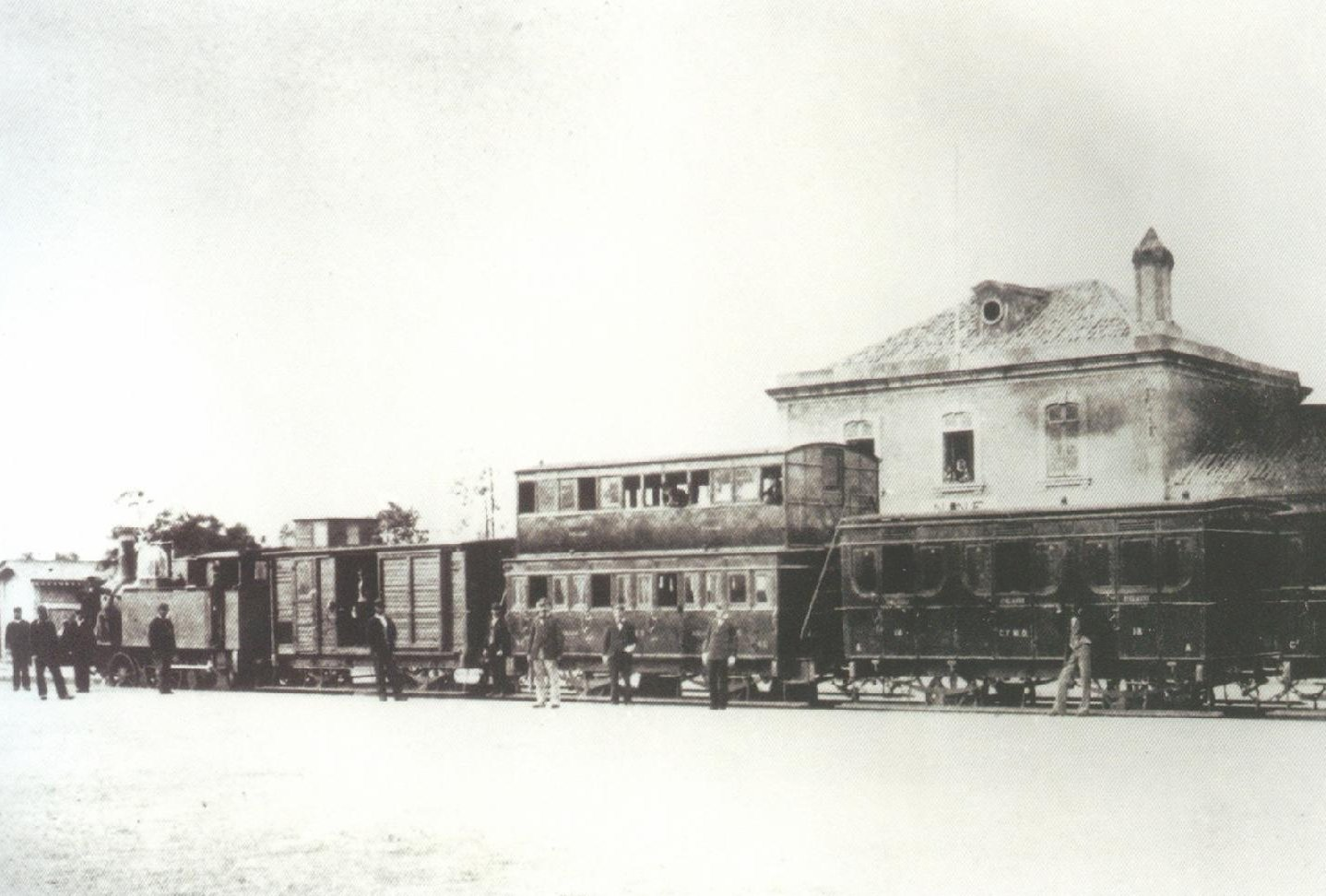
Comboio na estação em finais do século XIX, que inclui uma carruagem de dois pisos.

### Planeamento
Os primeiros planos para a construção de uma linha férrea ao longo do Minho surgiram na década de 1840, tendo o empresário britânico Hardy Hislop proposto a construção de uma linha do Porto a Valença. Porém, estes planos foram suspensos, e só em 1857, um ano após a inauguração do primeiro lanço ferroviário em Portugal, é que foi renovada a ideia de construir um caminho de ferro ao longo do rio Minho, quando o Conde de Réus sugeriu uma linha entre o Porto e a cidade espanhola de Vigo. O governo foi autorizado a construir a Linha do Minho em 1867, tendo o Conde de Réus contratado um engenheiro português de fazer o traçado da linha, que percorria o interior desde o Porto até Travagem, seguindo depois pela orla costeira. Porém, o governo encarregou um outro engenheiro para fazer um novo traçado, mas incluindo desde logo um ramal para Braga; este novo traçado também passava por Travagem, seguindo depois por Balazar e Necessidades até Esposende, onde continuaria ao longo do oceano, enquanto que o Ramal de Braga acompanharia o Rio Este. No entanto, este percurso passava demasiado longe de Famalicão e Barcelos, pelo que o governo ordenou a realização de um novo traçado, onde já se demarcava Nine como o princípio do ramal para Braga.

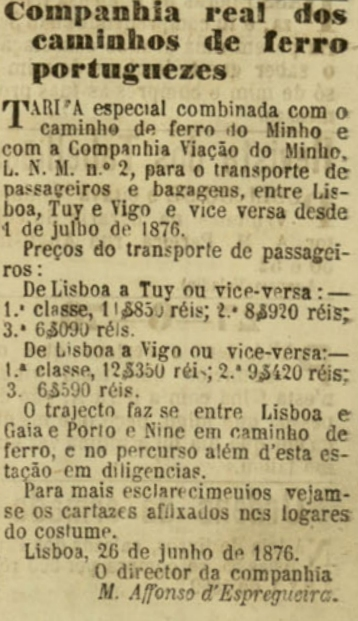
Aviso de 1876, informando que nas viagens entre Lisboa e Vigo o percurso até Nine era feito de comboio, existindo depois um serviço de diligências até Vigo.

### Entrada ao serviço e prolongomento até Midões
O troço entre Nine e Porto-Campanhã da Linha do Minho abriu à exploração em 21 de Maio de 1875, em conjunto com o ramal entre Nine e Braga. A estação de Nine teria um duplo propósito, sendo não só o ponto de entroncamento com o Ramal de Braga, mas também um importante entreposto de mercadorias, para a redistribuição dos diversos produtos do Minho.
O segundo troço da Linha do Minho, até Midões, entrou ao serviço em 1 de Janeiro de 1877.

### Século XX
Em 1936, a Companhia dos Caminhos de Ferro Portugueses realizou grandes obras de reparação na gare de Nine. Em 1968, aquela empresa estava a planear um programa nacional para a renovação da via férrea, incluindo a remodelação integral do eixo entre Braga e Faro, e renovação parcial no troço entre Nine e Valença, a ser executado por um consórcio das empresas SOMAFEL, Somapre, A. Borie e A. Dehé.

Na década de 1990, o Gabinete do Nó Ferroviário do Porto executou um plano para a instalação de sinalização electrónica em todas as estações e na plena via entre Porto-São Bento e Nine, e no Ramal de Braga. Em 1996, previa-se que a sinalização também iria ser modernizada no troço seguinte da Linha do Minho, de Nine a Valença. Em Janeiro desse ano, foi concluído o estudo prévio para a remodelação do troço entre Lousado e Nine. Um dos principais fins deste programa de modernização era possibilitar a instalação de um serviço suburbano semi-rápido cadenciado entre São Bento e Braga, com paragem em várias estações pelo percurso, incluindo Nine. O troço da Linha do Minho a Norte de Nine foi um dos alvos do Programa Operacional de Desenvolvimento das Acessibilidades (PRODAC), um fundo comunitário que esteve activo de 1989 a 1993, e que tinha como propósito melhorar as vias de comunicações no território português.

### Século XXI
Em 2004, foi concluída a modernização e electrificação do troço entre Nine e Lousado, em conjunto com o Ramal de Braga, projecto que incluiu a ampliação e remodelação de todas as estações, incluindo Nine,[carece de fontes?] onde foi eliminada a Concordância de Nine (via IX), que possibilitava circulações diretas entre Braga e Viana do Castelo. Antes destas obras, o edifício de passageiros situava-se do lado poente da via (lado esquerdo do sentido ascendente, a Monção).

Em 2010, esta interface possuía cinco vias de circulação, que apresentavam entre 165 a 595 m de comprimento; as plataformas tinham 250, 240, 230 e 165 m de extensão, e uma altura de 90 cm — valores mais tarde ligeiramente alterados para os atuais.
|  | - Comboios de Portugal - Infraestruturas de Portugal - Transporte ferroviário em Portugal - História do transporte ferroviário em Portugal |

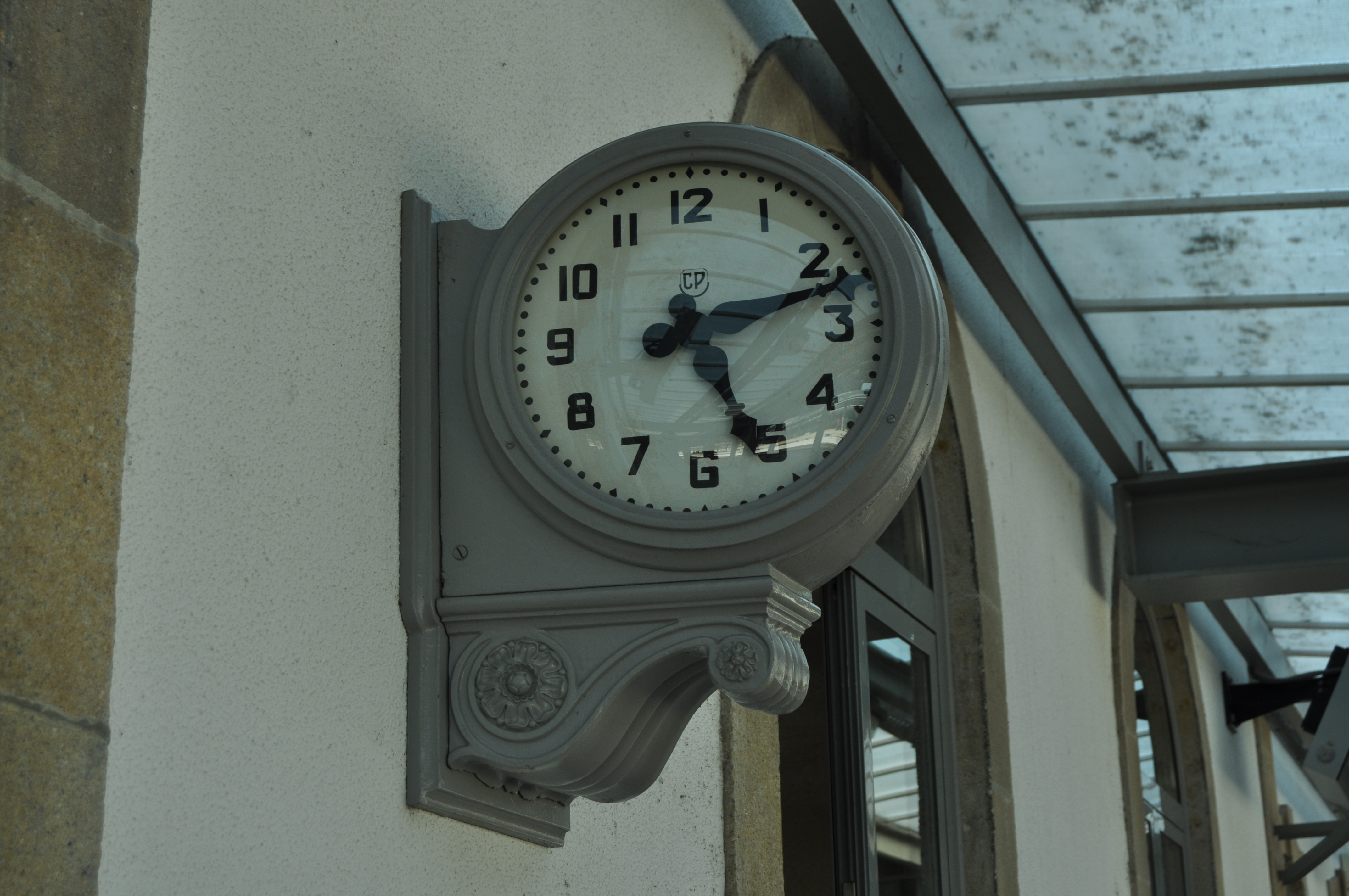
Relógio da estação, em 2010.